# Olaf Stieglitz
Olaf Stieglitz (* 1966) ist ein deutscher Historiker.

## Leben
Er erwarb den Magister Artium 1993 an der Universität zu Köln, den Dr. phil. 1997 an der Universität Hamburg und die Habilitation 2012 an der Universität zu Köln. Er ist Professor für Nordamerikanische Kulturgeschichte in Leipzig.
Seine Forschungsschwerpunkte sind Sozial- und Kulturgeschichte der USA; Geschlechter-, Körper-, und Sportgeschichte; Geschichte und visuelle Medien; Memory Studies; Politische Kulturen der (Dis-)Loyalität.

## Schriften (Auswahl)
- „100 Percent American Boys“. Disziplinierungsdiskurse und Ideologie im Civilian Conservation Corps 1933–1942. Stuttgart 1999.
- What Can a Body Do? Praktiken und Figurationen des Körpers in den Kulturwissenschaften. Frankfurt am Main 2012.
- Undercover. Die Kultur der Denunziation in den USA. Frankfurt am Main 2012.
- mit Jürgen Martschukat: Geschichte der Männlichkeiten. Frankfurt am Main 2018.